# Церковь в Фантофте
Церковь в Фантофте (норв. Fantoft stavkirke) — каркасная церковь XII века в окрестностях Бергена (Норвегия), сгоревшая в 1992 году и заново отстроенная два года спустя.
Возведённая около 1150 или 1170 года, церковь изначально стояла в деревне Фортун в провинции Согн у восточной оконечности Согне-фьорда и представляла собой так называемую длинную церковь (langkirke). Вокруг неё была устроена крытая галерея. В средние века неф церкви был удлинён на три метра к западу, а в XVII веке над ней была надстроена колокольня.
В 1883 году церковь разобрали. Материалы купил предприниматель Фредрик Георг Гаде (1830—1905) и вновь собрал её в своём имении Фантофт, где она стала служить в качестве часовни. При сборке церкви ей был придан её предполагаемый первоначальный вид, для чего в качестве образца послужила Боргуннская церковь.
6 июня 1992 года церковь была подожжена. В марте 1993 года сожжённая церковь послужила обложкой к альбому Aske Варга Викернеса. В 1994 году церковь была воссоздана по сохранившимся фотографиям.
Возле церкви располагается каменный крест эпохи викингов, который первоначально был установлен на кладбище Хьёра в Суле.